# Hernalser Gymnasium Geblergasse

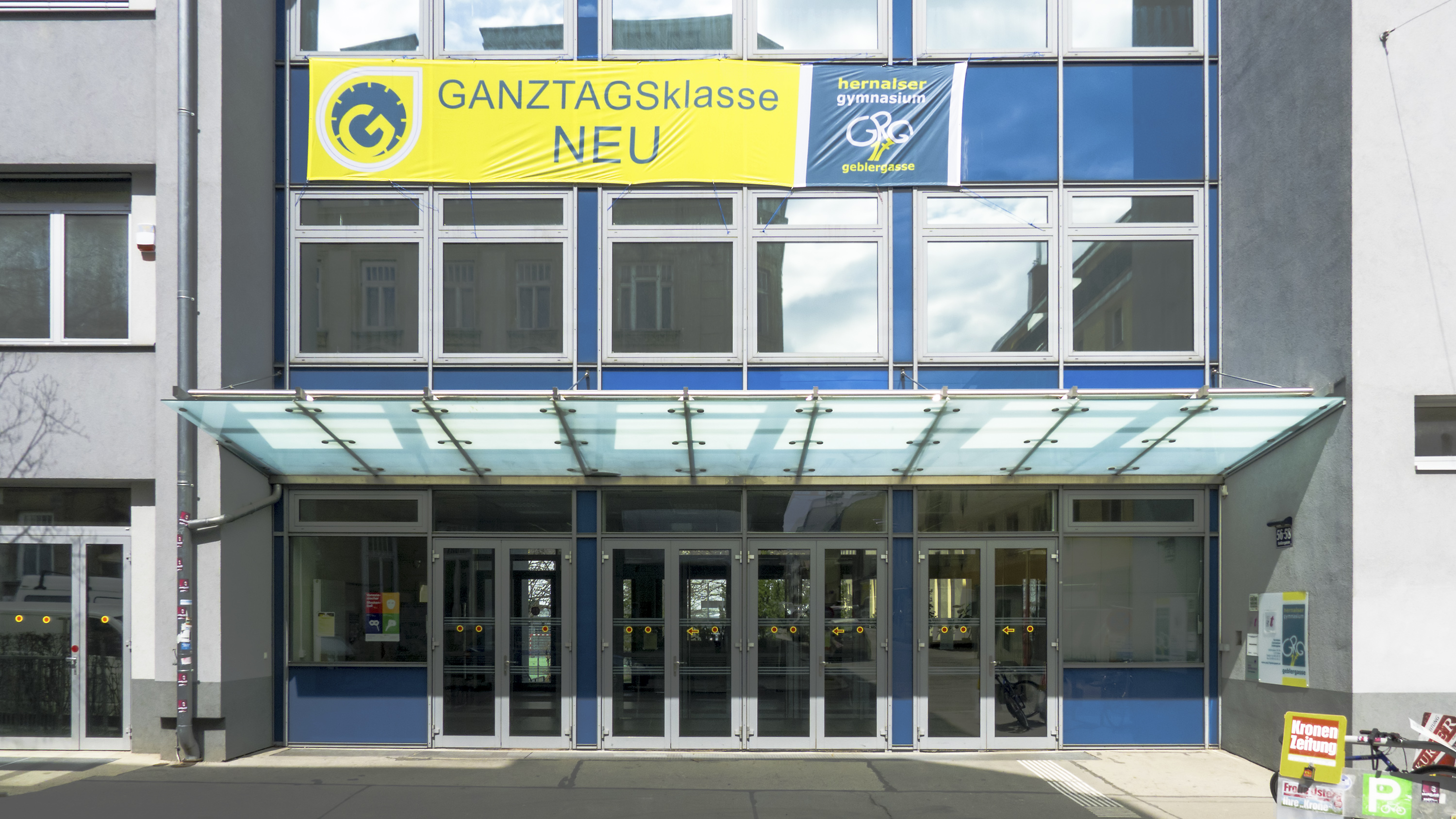
Der Eingangsbereich

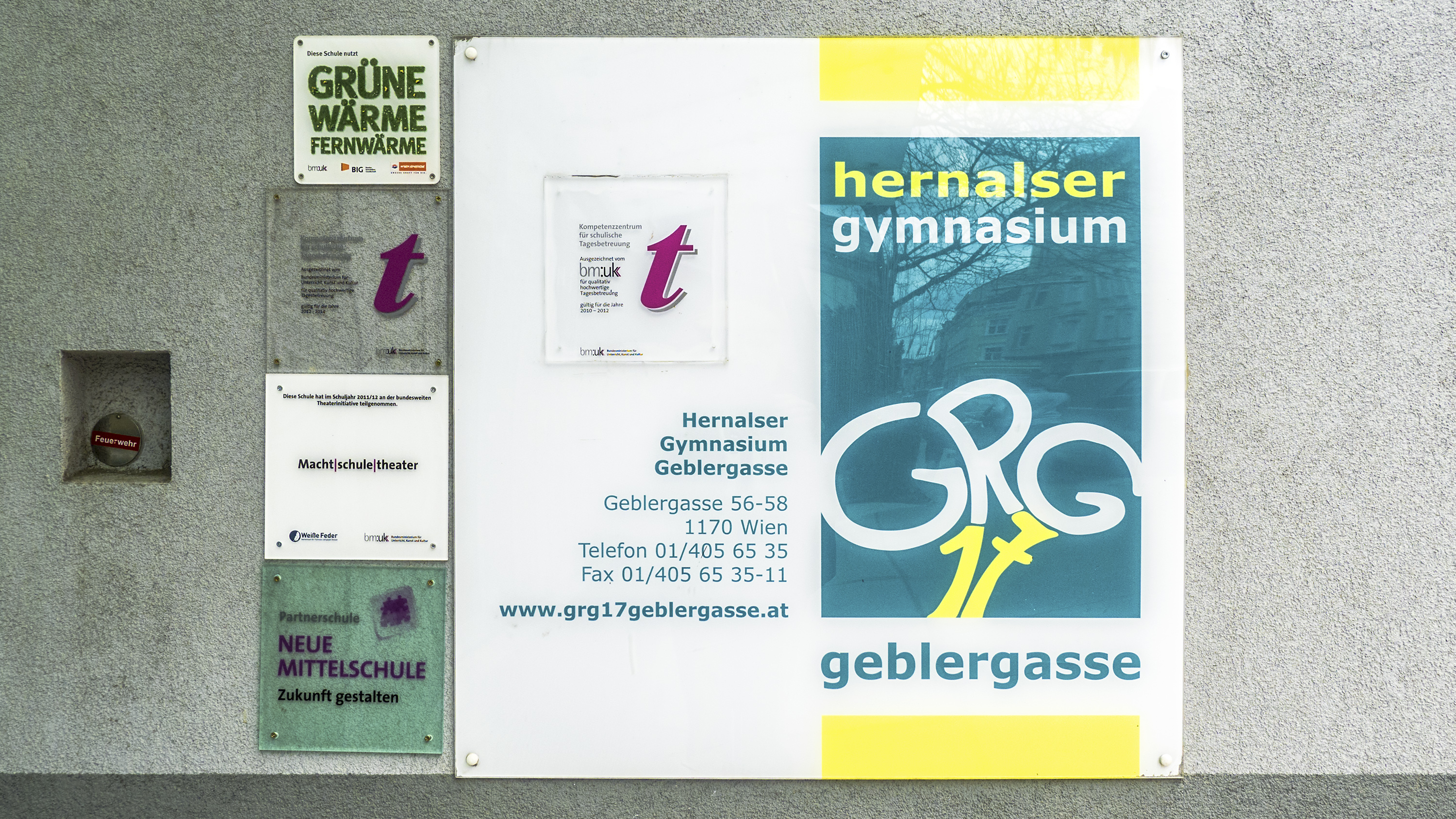
Informationstafel am Eingang

Das Hernalser Gymnasium Geblergasse ist ein Gymnasium in Wien.

## Geschichte
Das Hernalser Gymnasium wurde 1872 gegründet und war in einem Gebäude in der damaligen Kalvarienberggasse untergebracht. In der kaiserlichen Gründungsurkunde heißt es:

„Seine Kaiserl. und Königl. Apostolische Majestät haben mit Allerhöchster Entschließung vom 15. Februar 1872 anzuordnen geruht, dass in Hernals ein Realgymnasium in der Art zu errichten sei, dass im Schuljahr 1872/73 die ersten zwei Klassen, dann in jedem Jahr eine weitere Klasse bis zur Completierung der Anstalt eröffnet werde.“

Am 25., 26. und 27. Juni 1883 fand im Hernalser Gymnasium die erste Reifeprüfung statt. Am 14. Juli erfolgte die feierliche Entlassung der ersten 21 Absolventen der Anstalt.
Mit Beginn des Schuljahres 1936/37 wurde die Anstalt in das Gebäude des ehemaligen Offizierstöchterinstitutes in der Geblergasse verlegt. Seit diesem Zeitpunkt hat es die Bezeichnung Hernalser Gymnasium Geblergasse. In den Jahren 1956–58 erfolgte der Neubau durch den Architekten Richard Gach.

## Profil
Die Schule hat derzeit (2018) 31 Klassen, darunter Ganztagsklassen und Klassen mit Arbeitssprache Englisch. An Übungen und Kurse sind Legasthenikerkurs, Deutsch als Zweitsprache, Bildnerisches Gestalten, Textverarbeitung und EDV und die AG Gesund und Fit vorhanden.
Als Unverbindliche Übung gibt es folgende Sportmöglichkeiten:
- Badminton (Kooperation mit Verein)
- Basketball
- Fußball (jeweils Mädchen und Burschen)
- Handball
- Krafttraining (Konditionsraum 3 des USZ auf der Schmelz)
- Volleyball

An fünf Tagen der Woche gibt es eine Nachmittagsbetreuung bis 17.00 Uhr.

## Schulgebäude
Neben den ausreichenden Klassenzimmern, deren Großteil zum Schulhof hin gelegen ist, existieren eine Zentralbibliothek und ein großer Festsaal mit Bühne für Veranstaltungen. Der Saal mit Buffet hat eine Kapazität von 350 Sitzplätzen. Im Sportbereich werden die großen Sportanlagen im Schulhof durch mehrere neue Turnsäle ergänzt.

## Bekannte ehemalige Schüler
- Alfred Adler, Arzt, Begründer der Individualpsychologie
- Leon Askin, Schauspieler und Regisseur
- Günther Bahr, Radiosprecher (die Stimme der Sendung „Autofahrer unterwegs“)
- Peter L. Eppinger, Radio- und Fernsehmoderator
- Anton Heiller, Organist und Komponist
- Paul Hertel, Komponist, Musikproduzent und Dirigent
- Peter Kampits, Universitätsprofessor, Dekan der philosophischen Fakultät der Uni Wien
- Paul Kral, langjähriger Leiter des Pädagogischen Instituts der Stadt Wien
- Helmut Leherbauer, Surrealist, bekannt als „Leherb“
- Hans Mahr, Journalist, Verleger und Fernsehmanager
- Frederic Morton (damals Fritz Mandelbaum), Schriftsteller
- Christine Nöstlinger, Schriftstellerin
- Kurt Oppelt, Europameister, Weltmeister und Olympiasieger in Eiskunstlauf
- Julian Rachlin, Violinist und Bratschist
- Roland Schlinger, österreichischer Handballnationalspieler
- Adolf Schärf, ehemaliger österreichischer Bundespräsident
- Franz Vranitzky, ehemaliger österreichischer Bundeskanzler
- Friedrich Wessely, Theologe, Gründer der Legion Mariens Österreich

## Bekannte Lehrer
- Erich Fitzbauer, österreichischer Grafiker, Illustrator, Schriftsteller, Verleger, Drucker und Graphiksammler
- Johann Tauscher, österr. Handballnationalmannschaft, Silbermedaille Olympische Spiele 1936 Berlin

## Schriften
- Schulprogramme des K. K. Staatsgymnasiums im XVII. Bezirke von Wien (Hernals), 1897–1909 Digitalisat
- Schulprogramme des K. K. Staats-Realgymnasiums im XVII. Bezirke Wiens, 1909–1915 Digitalisat